# Andrea Ferrante
Andrea Ferrante (Palermo, 16 agosto 1968) è un compositore italiano.

## Biografia
Iniziato agli studi di composizione da Eliodoro Sollima, li prosegue presso il Conservatorio Alessandro Scarlatti di Palermo sotto la guida di diversi insegnanti, fino all'incontro con il pianista Giuseppe Scotese e con il compositore Francesco Pennisi.
La sua attività compositiva può dividersi in due fasi: nella prima fase (che si conclude con la composizione dell'opera sacra La sposa del vento per soli, coro e orchestra messa in scena a Palermo nel 2000 da Operalaboratorio), indaga le sonorità mediterranee attraverso il filtro della contemporaneità; nella seconda fase (che fa seguito a circa dieci anni di silenzio, e si accompagna alla collaborazione con il pianista Domenico Piccichè) il compositore matura «un linguaggio chiaro, preciso, ordinato» (Ennio Morricone).
Fondatore e direttore artistico dell'Associazione di Ricerca Etnomusicale Alberto Favara e dell'Associazione Musicale Neopoiesis, si è occupato sia del recupero del repertorio musicale popolare siciliano che della diffusione della musica contemporanea.
Le musiche di Andrea Ferrante sono incise dalle etichette discografiche Videoradio e Rai Trade.. Diverse sue opere (anche a carattere didattico) sono pubblicate dalle edizioni RAI Radiotelevisione Italiana, Universal Edition, Diaphonia, Carrara e Simeoli.
La sua attività compositiva spazia dalla musica colta a quella per l'immagine, anche attraverso recenti collaborazioni nell'ambito della musica pop con Giovanna Nocetti e Paolo Limiti che, in esclusiva per la sua musica, ha scritto il testo della canzone L'uomo dei no.Collabora anche con Angiola Tremonti con la quale ha realizzato le canzoni "Fammi entrare", "Attonito", "Un panino con la molla", ecc. Nel 2012 ha realizzato le musiche per il film All'ombra del carrubo di Giancarlo Montesano. Inoltre le musiche di Andrea Ferrante sono utilizzate per le sonorizzazioni di programmi, documentari e promo televisivi RAI. Nell'agosto 2013 ha terminato la composizione del "Blue Cello Concert" dedicato al violoncellista Luca Fiorentini. 
Nel 2020 rende omaggio al Maestro Ennio Morricone attraverso l'ideazione, l'organizzazione e il coordinamento dell'Orchestra Docenti Conservatori Italiani (circa 50 musicisti di otre 20 conservatori) con la quale videoregistra il suo Morricone's Concert per 2 pianoforti e orchestra.
È titolare della cattedra di Elementi di Composizione per Didattica della Musica presso il Conservatorio di musica “Antonio Scontrino” di Trapani.

## Discografia
- The Sensual Style, Francesco Bruno (fl), Maurizio Rocca (vn), Adriano Fazio (vc), Domenico Piccichè (pf), Videoradio Labels, Milano 2011, VRCD000786. Presentazione di Giovanni Sollima[12].
- Free Emotion. Domenico Piccichè (pianoforte) et al., Videoradio-Rai Trade, Milano 2011, VRCD000795. Presentazione di Ennio Morricone[13][14].
- Axios-Ferrante. Axios String Quartet, Videoradio-Rai Trade, Milano 2011, VRCD000784. Presentazione di Lalo Schifrin[15]
- Mare. Arpinè Rahdjian (soprano), Domenico Piccichè (pianoforte), Giorgio Gasbarro (violoncello), Undici07 Records, Palermo 2012. Presentazione di Marco Betta[16].
- Over the Horizon, Videoradio-Rai Trade, Milano 2011, VRCD000784. Presentazione di Michael Giacchino[13]
- Damerini plays Ferrante, Zecchini Editore, Varese, 2014, CD0044[17]
- Simple, Chiara Lucchesi - Dario Sanguedolce - Musiche di Andrea Ferrante, Sheva Collection, Biella, 2017, Sheva 177.

## Colonne sonore
- All'ombra del carrubo, Gemma di Mare Production, Marsala 2012,[18].
- La voce negli occhi, Sicilia Risvegli Onlus, Catania 2017,[19]